# Аноя (река)
Аноя (исп. Noya, кат. l’Anoia) — река в автономном сообществе Каталония, Испания. Длина реки — 68 километров, площадь бассейна — 929,4 км², расход воды — 2,37 м³/с.

## География
Исток расположен между деревень Осталь-дель-Виоли и Кал-Фок-Энсес, провинция Барселона на высоте около 500 метров над уровнем моря. Впадает в реку Льобрегат в городе Марторель, комарка Баш-Льобрегат, провинция Барселона.